# جون وليامز (كاهن)
جون وليامز (بالإنجليزية: John Williams)‏ هو كاهن أمريكي، ولد في 10 ديسمبر 1664 في Roxbury, Boston ‏ في الولايات المتحدة، وتوفي في 12 يونيو 1729.